# Muscoy
Muscoy is een plaats (census-designated place) in de Amerikaanse staat Californië, en valt bestuurlijk gezien onder San Bernardino County.

## Demografie
Bij de volkstelling in 2000 werd het aantal inwoners vastgesteld op 8919.

## Geografie
Volgens het United States Census Bureau beslaat de plaats een oppervlakte van
9,0 km², waarvan 7,6 km² land en 1,4 km² water.

## Plaatsen in de nabije omgeving
De onderstaande figuur toont nabijgelegen plaatsen in een straal van 16 km rond Muscoy.